# Superfish
Superfish（中國稱為快魚）是一間廣告軟體公司，於2006年在以色列創立。總部位於加州。
Superfish被不少人稱為惡意軟件。早於2010年，Superfish已經被用來捆綁其他軟件。2014年9月，Lenovo開始在旗下筆記本電腦（不包括ThinkPad和桌上型電腦）中預載Superfish。被安裝的電子產品，不僅會持續彈出廣告、還有助駭客竊取用戶隱私資訊；該軟體還可自行簽發安全憑證，讓使用者「把有問題的網站誤認為安全」。
美聯社2015年2月報導稱，Lenovo產品預載這款軟體是「安全大漏洞」，Lenovo 2月底回應宣告禁用該軟體，但在此前一度否認、強調快魚「不會保存/跟蹤用戶行為，也不記錄用戶信息。」
2月末，Lenovo官方網站遭黑客攻擊。 3月，Lenovo宣布將會向受影響用戶提供保安軟件。未來推出的新電腦上只會預載保安軟件和一些必要的驅動程式。
Slate雜誌的一名編輯David Auerbach亦表示「安裝Superfish是一間科技公司史上最不負責任的過失」。
同年5月，Superfish易名JustVisual。
基於安全考量，資安專家建議購買聯想產品者「重新安裝Windows系統」。
2017年9月，联想与美国联邦贸易委员会（FTC）就此事引发的集体诉讼达成和解，同意支付350万美元，并且在未来预装软件前须征得消费者同意。